# Bulia mexicana
Bulia mexicana là một loài bướm đêm thuộc họ Erebidae. Loài này có ở Chiapas in West México phía nam đến tây bắc Costa Rica.
Ấu trùng ăn Prosopis juliflora.